# هب نيلسون
هب نيلسون (بالإنجليزية: Hub Nelson)‏ هو لاعب هوكي الجليد أمريكي، ولد في 14 أغسطس 1907، وتوفي في 1 مايو 1981.

## وصلات خارجية
- هب نيلسون على موقع HockeyDB.com (الإنجليزية)